# 衡山
衡山，五岳之一，也称为“南岳”，南岳始封于唐虞，是古代中国帝王巡狩祭祀的地方，也是道教和汉传佛教的圣地之一。主景区全称“衡山风景名胜区”位于湖南省衡阳市南岳区境内，1979年被列为湖南省级自然保护区，1982年11月8日第一批公布为国家重点风景名胜区。
衡山的名称，源自《甘石星经》：南嶽衡山是對應星宿二十八宿之軫星，可如衡器般衡量出天地间的平衡，故称为衡山。
衡山是南中国的宗教文化中心，中国南禅、天台宗、曹洞宗和禅宗南岳、青原两系之发源地；南方最著名的道教圣地，有道教三十六洞天之第三洞天——朱陵洞天，道教七十二福地之青玉坛福地、光天坛福地、洞灵源福地。每年都有来自东亚、东南亚、港澳台地区的大批香客到南岳衡山来朝香拜佛。

## 历史

### 上古时代—秦汉时代
黃帝將衡山立為南岳，天柱山則為南岳的副山。

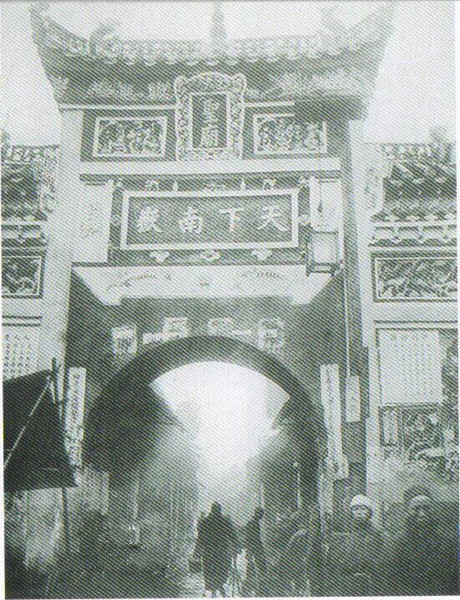
民国初年的南岳牌坊

《周礼》记载，舜曾在五月向南方巡狩，到达过南岳衡山。《水经注》记载，衡山南部有祝融冢，楚灵王时期，因为山崩坟被毁坏，却得到《营邱九头图》。秦朝始建的衡山郡，是以天柱山为名，并非今天的衡山。根據《漢書地理志》所言，禹貢所言的荊州衡山是在西漢長沙國境內。

### 南北朝——宋代
梁武帝天监二年（503年），惠海和尚将佛教传入南岳，创建广方寺。
陈临海王（568年），慧思和尚率弟子来南岳创建般若寺和小般若寺（现在的福严寺、藏经殿）。
隋炀帝在南岳衡山敕建上封寺。
武德初年，南岳建司天霍王庙，为南岳有庙祀之始。
玄宗开元十三年（725年），修建南岳真君祠，现南岳大庙。三年后，南岳庙遭受特大火灾，火灾波及南岳镇三百余家。
南宋时期，胡安国父子及其弟子朱熹、张栻在南岳建春秋楼讲学，开创湖湘学派。

### 民国时期
抗日战争全面爆发以后，国民政府军事委员会一度迁到南岳。
1938年11月，国共两党共同创办“南岳游击干部训练班”，本部就设在集贤峰白龙潭的南岳圣经学院。
1940年，湖南省军政首领赵恒惕开始在南岳主持修建忠烈祠。
1944年6月24日，日军占领南岳，还有一小队日军进入忠烈祠破坏 。

### 中华人民共和国时期
1984年5月，南岳衡山所属的南岳镇、南岳乡等地被一同划分成南岳区，归衡阳市管辖。

## 衡山山脉
衡山山脉位于湖南省中部偏东南，南起衡阳白露坳，北止长沙城西，长约80公里。关于衡山旧有南岳“七十二峰”之说，称回雁为首，岳麓为足。衡山山脉属华夏及华夏式构造体系，由燕山期花岗岩构成断块山体。因经历长期侵蚀，成为准平原；第三纪末新构造运动，花岗岩地层上升断裂成今貌。衡山山脉最高峰为祝融峰海拔1300.2米。

### 主要山峰或支脉
| - 祝融峰（中段，南岳区境内） - 岣嵝峰（位于衡阳、衡山两县交界处） - 白石峰（位于衡阳、衡山两县交界处） - 褒忠山（又名贞女山，北支主脉，湘乡境内） - 昌山（湘潭县与双峰县交界处） - 芙蓉峰 - 回雁峰 （位于衡阳市区，南岳之首） - 古岳峰（株洲县境内） - 观音峰 - 黄巢山（双峰境内） | - 黄龙大山（又名黄龙山，位于双峰、衡阳两县交界处） - 巾紫峰（又名紫金山，衡山县境内） - 金华山（又名小云山，衡阳县境内） - 金简峰 - 雷钵峰 - 莲花峰 - 琵琶山（又名琵琶峰，湘潭县境内） - 韶山（西北支脉之一，韶山市境内） - 石廪峰 - 四方山（又名四望山，位于衡东、衡南两县交界处） | - 天光山（衡南境内） - 天柱峰 - 祥光峰 - 烟霞峰 - 隐山（又名龙王山，湘潭县境内） - 紫盖峰 - 岳麓山（位于长沙市区，南岳之足） |

### 南岳七十二峰
| - 祝融峰 - 紫盖峰 - 天柱峰 - 芙蓉峰 - 喜阳峰 - 会仙峰 - 金简峰 - 碧萝峰 - 烟霞峰 | - 轸宿峰 - 香炉峰 - 青岑峰 - 驾鹤峰 - 仙岩峰 - 朱明峰 - 赤帝峰 - 朝阳峰 - 掷钵峰 | - 瑞应峰 - 云局峰 - 紫云峰 - 集贤峰 - 安上峰 - 祥光峰 - 文殊峰 - 则力峰 - 华盖峰 | - 观音峰 - 莲花峰 - 白石峰 - 天堂峰 - 潜圣峰 - 天台峰 - 狮子峰 - 九女峰 - 灵药峰 | - 翠鹫峰 - 妙高峰 - 瑰霄峰 - 永和峰 - 降真峰 - 云密峰 - 石囷峰 - 灵禽峰 - 耆阇峰 | - 云隐峰 - 巾紫峰 - 白云峰 - 碧云峰 - 吐雾峰 - 白马峰 - 明月峰 - 红花峰 - 永参峰 | - 仙顶峰 - 双石峰 - 晓霞峰 - 采霞峰 - 凤凰峰 - 雷祖峰 - 栖真峰 - 会善峰 - 岣嵝峰 | - 惠日峰 - 云龙峰 - 石禀峰 - 回雁峰 - 灵应峰 - 碧岫峰 - 屏嶂峰 - 日华峰 - 灵麓峰 |

## 衡山的行政区划
南岳衡山，现在属于衡阳市南岳区，南岳区为湖南省最小的县级区。南岳衡山1984年前原属于衡山县，因此衡山县和南岳区还因旅游资源等利益冲突产生过摩擦。衡东县历史上也是属于衡山县，1966年被划出。省政协委员彭泽润在2010年提案建议，将衡山县南岳区衡东县重新合并。

## 衡山的生态
南岳衡山自然保护区于1984年5月9日始建，时为省级自然保护区。2005年，南岳衡山自然保护区成功晋升为国家级自然保护区。
2004年，执法人员在南岳区农贸市场查获了已经在湖南境内绝迹了十几年的猴面鹰，猴面鹰正是在衡山被捕捉到的。2013年，一群游客在南岳衡山发现了国家重点保护动物白鹇。2016年，南岳衡山国家级自然保护区管理局的工作人员在监控设备里发现了国家二级重点保护野生动物凤头鹰。
衡山植物呈垂直带谱明显，海拔800米以下属亚热带常绿阔叶红壤带，800米以上属矮林、灌丛、草丛黄棕壤带。森林覆盖率达67%，分布多种珍遗植物及珍奇动物。建有南岳树木园。1954年，专家在广济寺原始次生林内发现2株野生绒毛皂荚。2012年，专家再次在广济寺原始次生林内发现2株野生绒毛皂荚。这4株是世界上仅存的4株。2013年，南岳衡山国家级自然保护区相关专家在南岳区龙凤乡水口村发现两株世界罕见的千年树龄野生红豆杉。南岳中正图书馆多株铁树结果，产出了漂亮的“凤凰蛋”。

## 衡山的旅游景点

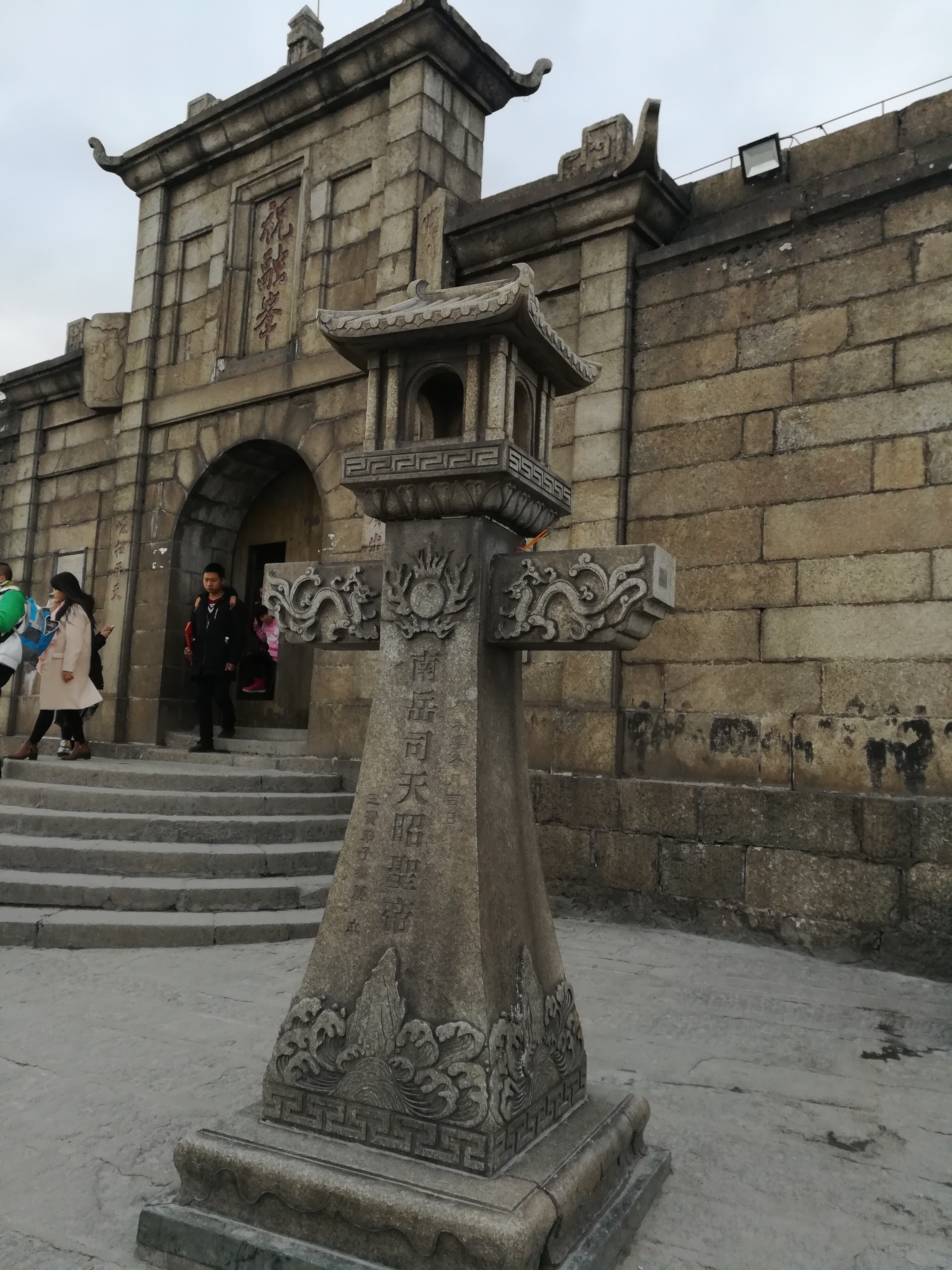
位于祝融峰顶的祝融殿

主条目：南岳忠烈祠、祝融峰、南岳大庙

### 南岳忠烈祠
南岳忠烈祠位于南岳衡山香炉峰下，是中国大陆唯一的纪念抗日战争中国民党阵亡将士大型烈士陵园。1996年，南岳忠烈祠被中华人民共和国国务院公布为第四批全国重点文物保护单位之一。2016年，南岳忠烈祠入选“首批中国20世纪建筑遗产名录”。
1938年蒋介石在第一次南岳军事会议上决定筹建，仿南京中山陵形式建造，1943年落成。解放后，南岳忠烈祠被认定为“反动遗迹”而遭到破坏。八十年代后，伴随着两岸关系的好转，南岳忠烈祠得到修复。

### 祝融峰
祝融峰是衡山七十二峰的最高峰，海拔1290米。传说祝融峰是火神祝融游息之地，故而得名。峰上有明代修建的祝融殿。

### 南岳大庙
南岳大庙坐北朝南，南北长416米，东西宽191米，总面积9.85万平方米，为我国五岳庙中规模最完整的古建筑群之一。大庙由棂星门、奎星阁、正川门、御碑亭、嘉应门、御书楼、正殿、寝宫、北后门等组成。主体建筑沿中轴线布局，分前后九进和四个院落。南岳大庙的泥塑、木雕、石刻，被誉为“江南三绝”。

## 衡山的旅游活动
登山：登高望远，是中国人迎接新年的一种传统，每年新年都有大批游客来南岳衡山登高游客。南岳还多次举行登高比赛，如2012年-2015年冬季召开的南岳观雾凇节暨负重登山挑战赛。祝融峰是南岳最高峰，从古至今很多南岳游客以登上祝融峰为目标，韩愈、谭嗣同、张大千、叶剑英等名人都登上祝融峰并作诗词留停念。环湘自行车赛也在南岳衡山举行过。
烧香祈福：春节期间，大批游客前往南岳祈福朝圣，人流过大以致有关部门需要交通管制。观音诞等传统节日时，也有大批游客朝圣礼佛。高考前夕还有学生和家长为了高考登科而祈福。
观雾凇：雾凇是一种天气现象，衡山因海拔高，雾凇现象常在冬天出现，是衡山冬季旅游的特色。南岳旅游部门还在2015年举办过“南岳冬季摄影大赛”。
观云海：在南岳衡山的高处，特别是祝融峰的望日台，能看到云海变化之美妙。夏季，特别是雨过天晴之时，被认为是在南岳衡山观云海的最佳时期。有时还会出现俗称“佛光”的大气现象，即七彩光环。
观日出：在祝融峰的望日台，凌晨就会有游客等待太阳升起。
参见：衡阳电视台《黄金周好去处：南岳观赏日出云海（页面存档备份，存于）》(00:28-00:53）。
观星：因为祝融峰之高易于观察星空，南岳旅游部门从2015年起开办南岳星空节，组织游客来祝融峰上观看猎户座流星雨
观花海:每年春季是适合到南岳赏花的时期，祝融峰、藏经殿、梵音谷、方广寺都是赏花的好地方。
祭拜英烈：每年清明节都会有大批游客自发或组织来到南岳忠烈祠祭拜。除南岳忠烈祠外，衡山上还有分散的多座烈士墓。
宗教活动：南岳衡山为佛教道教聚集的宗教胜地，所以经常有各种宗教性活动。传统的宗教活动包括老子诞辰（农历二月十五），“圣帝诞（农历八月初一）”，“观音诞（农历六月十九）”等。
近年的宗教活动还包括：
- 2006年1月11日，南岳衡山佛教音乐会馆在南岳区古镇举行新年首演[58]。
- 2011年10月24日，国际道教论坛在湖南南岳衡山召开[59]。
- 2014年12月29日，释惟正长老“舍利子”供奉仪式在南岳祝圣寺举行[60]。
- 2015年9月10日，湖南省道教协会成立30周年庆典活动召开[61]。
- 2016年10月24日，南岳道教协会奠基人王信安道长诞辰100周年系列活动召开[62]。
- 2016年11月28日，南岳佛教协会成立60周年纪念晚会在万寿广场召开[63]。

## 旅游管理
在南岳衡山的旅游资源开发上存在着大旅游圈理念，如衡阳市人大代表李兰英建议，要将南岳区和衡山县的旅游资源有效整合，实现资源共享，优势互补。
游客服务中心：2010年10月31日，南岳衡山游客服务中心正式启用，由客服中心（含博物馆）、步行广场、交通广场、生态停车场等部分组成，是当时湖南省内规模最大、服务内容最全的县级游客服务中心。
现代化旅游工具 ：2015年12月，由南岳区旅游部门策划出品的南岳衡山首张手绘旅游地图出品。2016年10月29日，南岳旅游官方公众平台“乐游南岳”APP正式上线。
旅游速裁法庭：2014年7月，南岳区人民法院成立了专门的旅游速裁法庭，这也是湘南地区首家专门处理游客旅游纠纷的法庭。截止2015年8月，旅游速裁法庭共处理旅游纠纷200余件，接受旅游咨询1500人次。
特权车整治：2008年起，南岳区政府禁止自驾车上山，但却有一些持通行证、贵宾卡的车可以直接上山。2015年10月1日起，通行证和贵宾卡都被消取，一律凭票上山。
2012年降级危机：因为南岳衡山风景区出现不买香不许游客停车等问题。2012年5月14日，全国旅游景区质量等级评定委员会通报批评了南岳衡山风景区，要求其“限期整改”，整改不力将被降级处理。限期整改通知公布后，南岳区相关部门迅速组织整改行动，责令违法违规经营户停业整顿，依法取缔一批违规摊点、违规停车场，查扣违规揽客机动车和非法载客营运摩托车。整改行动取得显著效果，南岳衡山景区最终没被降级。
神州祖庙问题：南岳衡山有一座神州祖庙，由私人承包经营，经营方式令游客诟病。2013年12月，南岳区旅游局接到游客举报，对神州祖庙处以停业整顿15天等处罚，在红网“问政湖南”栏目下详细公布了对神州祖庙的处罚。由于多次处罚警示无效，南岳区相关部门经过多次协调、洽谈，收回神州祖庙的所有权，移交给南岳道教协会。

## 衡山的非遗
衡山影子戏：衡山影子戏起源于唐朝及五代时期，主要流行于衡山县、衡东县和南岳区（三区共属1966年前的老衡山县），现为国家级非物质文化遗产保护项目。
南岳庙会：庙会是南岳极具特色的民俗。始于唐朝，传说每年农历五月十七日为天符大帝诞辰。在此前后举行各种祀神及娱乐活动，名曰“庙会”。庙会于五月十四日拉开序幕。旧时这种庙会活动，纯属祭祀性质。现今庙会逐渐演变成了集杂技、歌舞、表演、书法、彩灯等于一体的大型盛会。

## 衡山的特产
南岳云雾茶的采茶分春、秋两季进行，但是只有清明、谷雨前后的茶叶最为珍贵，当地人俗称“少女茶”。

## 交通
107国道经过南岳镇，是九十年代南岳衡山对外的主要通道。2012年12月23日，衡岳高速公路正式通车，衡岳高速公路是直达南岳衡山景区的高速公路。衡阳电视台记者亲自体验，衡阳市区去南岳仅需20分钟。2013年，南岳至娄底双峰高速公路已获省交通运输厅批准，2015年开工。
京广高速铁路有靠近南岳衡山的衡山西站，促进南岳旅游业的发展。2014年12月，南岳机场正式通航，与直达巴士和城市公交结合成一条路线。

## 衡山的环境问题
- 大气污染问题：每年都有很多游客来南岳烧香祈福，烧香的烟雾对空气造成了污染，衡阳市和南岳相关部门于2013年起草了《南岳衡山环保礼仪香标准》加以管理[87]。
- 火灾问题：历史上南岳大庙发生多次火灾。1930年3月的火灾，使南岳大庙损失2千多元[88]。2016年3月17日凌晨，南岳大庙文殊殿发生重大火灾，但无人员伤亡[89]。经调查发现，为值殿人员违规使用电烤炉并忘记关闭电源所致[90]。因为发生多次火灾，南岳大庙现在有一支僧人志愿消防队，定期进行消防演练[91]。
- 物种入侵问题：2013年，外来入侵生物加拿大一枝黄花在南岳南天门等地段出现。10月28日，南岳衡山自然保护区管理局组织工作人员集中开展了铲除行动[92]。南岳自然保护区管理局副局长李明红表示，还有“革命草”等20多种外来有害生物入侵南岳。旅游管理部门也提醒游客可协助销毁[93]。
- 乱开采矿产问题：2012年，一名衡阳籍的华中科技大学学生发微博呼吁社会关于衡山被乱开采矿藏的情况，引发新闻关注[94]。

## 现代流行文化里的南岳衡山
- 金庸小说《笑傲江湖》里有虚构「五岳剑派」，其中莫大、刘正风领导的衡山派就在南岳衡山。[95]。
- 湖南作家李渔村1988年创作了长篇小说《南岳龙蛇》，1990年改编成电视剧，1991年改编成连环画。

- 明代的肖云丛创作了《南岳七十二峰图卷》，现藏于衡阳市博物馆[96]。
- 清代一位佚名画手临摹一幅明朝木刻版画而画成“南岳72峰图”，为湖北人阮鹏所收藏[97]。
- 李少全创作的国画《南来衡岳翠如水》1994年入选全国第八届美展[98]。

- 李少全创作的国画《翠韵南岳》获湖南省美术创作金奖[99]。

- 《中国常见植物野外识别手册》有衡山册，可供华中地区湖北、江西等部分省市作为参考[100]。
- 中央电视台中文国际频道《走遍中国》在南岳衡山录制节目[101]，于2015年12月14日、15日播出[102][103]。

## 脚注
1. ↑  . 中国环保部官方网站. 2012年8月24日  [2017年1月30日]. （原始内容存档于2017年2月2日）.
2. ↑  . 北京文物局官网. 2009年1月6日  [2017年1月30日]. （原始内容存档于2017年2月2日）.
3. ↑  . 央视网. 2019年8月6日  [2020年2月1日]. （原始内容存档于2020年12月5日）.
4. ↑  . 中国日报湖南双语网. 2011年9月27日  [2017年1月30日]. （原始内容存档于2011年12月29日）.
5. ↑  中新社. . 新浪网. 1999年12月11日. （原始内容存档于2020-11-16）.
6. ↑  《太平御览·卷三十九》引徐灵期《南岳记》曰：“衡山者，五岳之南岳也，其来尚矣。至于轩辕，乃以灊霍之山为副焉。故《尔雅》云‘霍山为南岳’，盖因其副焉。至汉武南巡，又以衡山辽远，道隔江汉，于是乃徙南岳之祭于庐江灊山，亦承轩辕副义也。”
7. ↑  郦, 道元. . . 岳麓书社. 1995年. ISBN 9787805205557.
8. ↑  《漢書·卷二十八下·地理志第八下·長沙國》：「湘南，禹貢衡山在東南，荊州山。」
9. ↑  . . 湖南出版社. 1996: 9. ISBN 9787543812123.
10. 1 2 3 4  . . 湖南出版社. 1996: 10. ISBN 9787543812123.
11. ↑  石, 凌炜. . 凤凰网. 2015年11月25日. （原始内容存档于2020年12月3日）.
12. ↑  旷游卓. . 红网. 2016年11月15日  [2017年1月30日]. （原始内容存档于2017年10月12日）.
13. ↑  王, 立三. . 三湘都市报. 2010年7月23日. （原始内容存档于2020年3月31日）.
14. ↑  唐, 未之; 旷, 顺年. . 海南出版社. 1995年: 15–16. ISBN 7-80617-292-0.
15. ↑  唐, 未之; 旷, 顺年. . 海南出版社. 1995年: 137. ISBN 7-80617-292-0.
16. 1 2  . 湖南出版社. 1996年: 53. ISBN 7543812126.
17. ↑  . 中国新闻网. 2007年5月9日. （原始内容存档于2017-02-28）.
18. ↑  南岳区政府. . 南岳区政府官网.   [2017年2月3日]. （原始内容存档于2018年5月7日）.
19. ↑  陈, 宁一. . 新京报. 2010年12月8日. （原始内容存档于2020年5月1日）.
20. ↑  谢, 良兵. . 经济观察报. 2010年9月24日. （原始内容存档于2020年5月1日）.
21. ↑  胡, 抒雯. . 三湘都市报. 2010年1月27日. （原始内容存档于2020年3月31日）.
22. ↑  环境保护部. . 2012年4月18日  [2017年2月3日]. （原始内容存档于2017年8月25日）.
23. ↑  曾, 宋招. . 红网. 2005年11月28日. （原始内容存档于2017年2月4日）.
24. ↑  何, 建平; 李, 治. . 新华网. 2004年2月27日. （原始内容存档于2004年9月30日）.
25. ↑  邓, 文辉. . 中国广播网. 2013年6月5日. （原始内容存档于2020年11月16日）.
26. ↑  . 南岳衡山国家自然保护区官方网站. 2016年7月29日.[永久]
27. ↑  徐, 德荣. . 华声在线-三湘都市报. 2012年5月3日. （原始内容存档于2020年3月31日）.
28. ↑  王, 文艳. . 衡阳广电网. 2015年5月6日. （原始内容存档于2017年2月2日）.
29. ↑  胡, 军. . 红网. 2013年5月22日. （原始内容存档于2020年9月25日）.
30. ↑  文, 丽贵. . 红网. 2013年9月12日. （原始内容存档于2020-03-31）.
31. ↑  . 中国新闻网. 2014年9月3日. （原始内容存档于2020年11月16日）.
32. ↑  中华人民共和国国务院. . 1996年11月20日  [2017年1月2日]. （原始内容存档于2014年10月8日）.
33. ↑  . 中国新闻网. 2016年9月30日. （原始内容存档于2020年5月1日）.
34. ↑  唐, 未之; 旷, 顺年. . 海南出版社. 1995年. ISBN 7-80617-292-0.
35. ↑  . 中国旅游报. 2001年6月6日. （原始内容存档于2020年4月20日）.
36. ↑  易禹琳. . 三湘都市报. 2013年11月24日. （原始内容存档于2020年11月16日）.
37. ↑  方, 华冬. . 衡阳广电网. 2017年1月1日. （原始内容存档于2017年2月2日）.
38. ↑  汤, 红辉. . 红网(长沙). 2012年1月9日. （原始内容存档于2017年2月3日）.
39. ↑  杨, 栋梁. . 央视网. 2014年12月27日. （原始内容存档于2020年11月16日）.
40. ↑  . 湖南出版社. 1996年: 358–414. ISBN 7543812126.
41. ↑  陈, 宗昊. . 红网. 2013年9月29日. （原始内容存档于2017年2月20日）.
42. ↑  李, 俊杰. . 中国新闻网. 2015年2月10日. （原始内容存档于2017年2月4日）.
43. ↑  任, 春艳. . 红网. 2013年7月26日. （原始内容存档于2020年9月25日）.
44. ↑  任, 春艳; 刘, 清明. . 红网. 2014年5月30日. （原始内容存档于2020年5月1日）.
45. ↑  . 央广网旅游. 2017年1月23日. （原始内容存档于2020年11月16日）.
46. ↑  吴, 涛. . 华声在线. 2015年2月2日. （原始内容存档于2020年11月16日）.
47. ↑  陈, 鸿飞. . 湖南日报. 2016年10月5日. （原始内容存档于2019年6月3日）.
48. ↑  曾, 科. . 衡阳广电网. 2014年5月21日. （原始内容存档于2017年2月2日）.
49. ↑  . 人民网. 2015年12月8日. （原始内容存档于2020年11月16日）.
50. ↑  曾, 科. . 衡阳广电网. 2016年10月4日. （原始内容存档于2017年2月2日）.
51. ↑  刘, 思远. . 衡阳日报. 2015年10月23日. （原始内容存档于2020年11月16日）.
52. ↑  周, 琪. . 衡阳全搜索网. 2016年2月23日. （原始内容存档于2020年11月16日）.
53. ↑  胡, 程远. . 衡阳广电网. 2015年4月7日. （原始内容存档于2017年2月2日）.
54. ↑  何, 捷. . 潇湘晨报. 2010年8月17日.[永久]
55. ↑  胡, 军. . 红网. 2013年3月27日. （原始内容存档于2018年2月28日）.
56. ↑  . 衡阳广电网. 2016年9月1日. （原始内容存档于2017年2月2日）.
57. ↑  任, 春艳. . 衡阳广电网. 2013年7月25日. （原始内容存档于2022年1月20日）.
58. ↑  王, 永华; 陈, 净植. . 新华网. 2006年1月12日. （原始内容存档于2017年2月3日）.
59. ↑  王, 金梅. . 中国网. 2014年12月3日. （原始内容存档于2020年11月16日）.
60. ↑  高, 原. . 中国网-传媒经济. 2015年1月3日.[永久]
61. ↑  胡, 顺国. . 省民族宗教事务委员会. 2015年9月15日. （原始内容存档于2017年2月4日）.
62. ↑  王, 文艳. . 衡阳广电网. 2016年10月24日. （原始内容存档于2017年2月2日）.
63. ↑  郑, 旋; 张, 云龙. . 新湖南新闻. 2016年11月28日. （原始内容存档于2020年11月16日）.
64. ↑  王, 丹. . 衡阳日报. 2017年1月11日. （原始内容存档于2020年11月16日）.
65. ↑  李, 孟翔. . 红网. 2010年10月31日. （原始内容存档于2017年2月4日）.
66. ↑  刘, 思远. . 衡阳全搜索网. 2015年12月22日. （原始内容存档于2020年3月31日）.
67. ↑  文, 丽贵. . 凤凰湖南. 2016年10月29日. （原始内容存档于2020年11月16日）.
68. ↑  伍, 策. . 中国日报. 2014年9月9日. （原始内容存档于2017-02-03）.
69. ↑  何, 淼玲. . 湖南日报. 2015年8月4日. （原始内容存档于2020年3月31日）.
70. ↑  刘, 思远. . 衡阳日报. 2015年12月25日. （原始内容存档于2020年11月16日）.
71. 1 2  . 湖南红网. 2012年7月31日. （原始内容存档于2019年6月3日）.
72. ↑  . 中国旅游报. 2012年5月14日. （原始内容存档于2020年3月31日）.
73. ↑  . 红网. 2013年7月4日  [2017年2月2日]. （原始内容存档于2017年2月2日）.
74. 1 2  . 2013年12月13日  [2017年2月2日]. （原始内容存档于2017年2月2日）.
75. ↑  贵, 德. . 道教之音. 2016年2月7日. （原始内容存档于2020年11月16日）.
76. ↑  赵, 磊. . 衡阳广电网. 2016年2月8日. （原始内容存档于2017年2月3日）.
77. ↑  刘, 田心. . 中国文化报. 2011年7月18日. （原始内容存档于2020年11月16日）.
78. ↑  李, 孟翔. . 衡阳日报. 2009年4月8日. （原始内容存档于2017-02-11）.
79. ↑  . 湖南出版社. 1996年: 247. ISBN 7543812126.
80. ↑  . 湖南省人民政府. 2012年12月25日. （原始内容存档于2020年11月16日）.
81. ↑  周娜. . 衡阳广电网. 2012年12月24日  [2017年1月31日]. （原始内容存档于2017年2月2日）.
82. ↑  邓, 灵杰. . 红网. 2013年6月6日. （原始内容存档于2020年9月25日）.
83. ↑  . 路桥设备材料网. 2015年5月6日. （原始内容存档于2020年11月16日）.
84. ↑  谷, 建平. . 湖南在线. 2011年5月3日. （原始内容存档于2020年5月1日）.
85. ↑  曾, 文文. . 衡阳广电网. （原始内容存档于2017-02-02）.
86. ↑  王, 祁林. . 衡阳广电网. 2014年10月24日. （原始内容存档于2017年2月2日）.
87. ↑  李, 凌. . 湖南在线-三湘都市报. 2009年12月25日. （原始内容存档于2020年3月31日）.
88. ↑  . 湖南大公报. 1930年3月20日. （原始内容存档于2017-02-02）.
89. ↑  邓, 江秀. . 中国青年报. 2016年3月18日. （原始内容存档于2020年4月20日）.
90. ↑  陈, 芳. . 红网. 2016年3月18日. （原始内容存档于2017年2月3日）.
91. ↑  白, 禹. . 新华网. 2012年1月12日. （原始内容存档于2017年2月3日）.
92. ↑  邓, 灵杰. . 红网. 2013年10月29日. （原始内容存档于2020年9月20日）.
93. ↑  丁, 文杰. . 新华网. 2013年11月22日. （原始内容存档于2017年2月2日）.
94. ↑  . 信息时报官方微博. 2012年10月13日  [2017年1月30日]. （原始内容存档于2020年5月1日）.
95. ↑  . 新华网. 2003年9月18日. （原始内容存档于2020-03-31）.
96. ↑  周君. 邓樱. . 美术大观. 2016年, (06期): 130  [2017-02-07]. （原始内容存档于2020-11-16）.
97. ↑  杨路、辜鹏博. . 潇湘晨报. 2012年1月4日.
98. ↑  . . 方志出版社. 2008年: 2102. ISBN 9787514412246.
99. ↑  . . 方志出版社. 2008年: 2103. ISBN 9787514412246.
100. ↑  何, 祖霞. . 商务印书馆. 2016年3月. ISBN 9787100118156.
101. ↑  廖, 欣娅. . 红网. 2012年11月13日. （原始内容存档于2017年2月2日）.
102. ↑  . 央视网. 2015年12月14日  [2017年1月30日]. （原始内容存档于2020年11月16日）.
103. ↑  . 央视网. 2015年12月15日  [2017年1月30日]. （原始内容存档于2020年11月16日）.

## 延伸阅读
[在维基数据编辑]
 《欽定古今圖書集成·方輿彙編·山川典·衡山部》，出自陈梦雷《古今圖書集成》